# Leptura nigroguttata
Leptura nigroguttata là một loài bọ cánh cứng trong họ Cerambycidae.